# Сан-Педро-Тлалькуапан
Сан-Педро-Тлалькуапан (исп. San Pedro Tlalcuapan)  —   населённый пункт и муниципалитет в Мексике, входит в штат Тласкала. Население 3012 человека.

## История
Город основан в 1533 году .